# Вагінська сільська рада (Білозерський район)
Ва́гінська сільська рада (рос. Вагинский сельский совет) — сільське поселення у складі Білозерського району Курганської області Росії.
Адміністративний центр — село Вагіно.
Населення сільського поселення становить 245 осіб (2017; 298 у 2010, 494 у 2002).

## Склад
До складу сільського поселення входять:
| Населений пункт      | Населення, осіб (2002) | Населення, осіб (2010) |
| -------------------- | ---------------------- | ---------------------- |
| Вагіно, село         | 101                    | 61                     |
| М'ясникова, присілок | 278                    | 196                    |
| Підбірна, присілок   | 115                    | 41                     |